# Jack Thompson (Schauspieler)

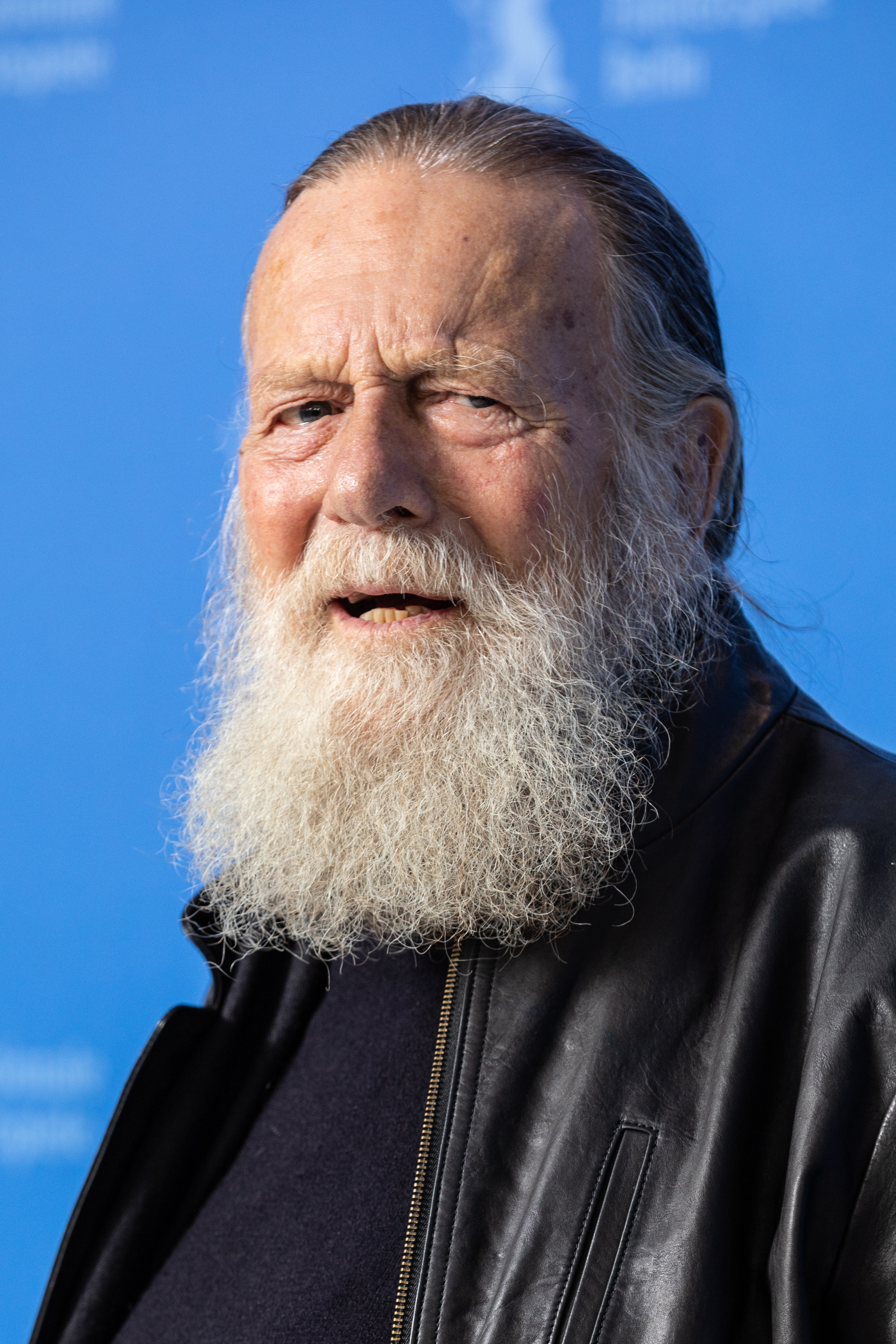
Jack Thompson (2020)

Jack Thompson AM (* 31. August 1940 in Manly, Sydney, als John Hadley Payne) ist ein australischer Schauspieler.

## Leben
Jack Thompson wurde 1940 als John Hadley Payne in Manly, einem Stadtteil von Sydney geboren und besuchte die Sydney Boys High School. Er änderte seinen Namen in Thompson, als er adoptiert wurde.
Für viele Jahre war Jack Teil einer „ménage à trois“, zu der neben seiner Ehefrau Leona King deren Schwester Bunkie gehörte. Thompsons erstes Engagement als Schauspieler war eine Rolle in der Soap Opera Motel von 1968. 1971 hatte er dann die Hauptrolle in der Spionageserie Spyforce.
In den 1970er- und 1980er-Jahren spielte Thompson Hauptrollen in vielen australischen Filmen. Bekannt wurde er durch seine Mitwirkung an australischen Filmklassikern wie Sunday Too Far Away, Der Fall des Lieutnant Morant und Snowy River. 1980 wurde er für seine Darbietung in Der Fall des Lieutnant Morant bei den 33. Internationalen Filmfestspielen von Cannes als bester Schauspieler in einer Nebenrolle ausgezeichnet.
Eine größere Rolle hatte Thompson 2008 in dem aufwendigen Hollywood-Film Australia als sympathischer Alkoholiker, der zum Helden wird. Baz Luhrmann, der Regisseur von Australia, besetzte ihn auch in seiner Literaturverfilmung Der große Gatsby in einer Nebenrolle als Psychiater.

## Filmografie (Auswahl)
- 1968: Skippy, das Buschkänguruh (Skippy, Fernsehserie, eine Folge)
- 1968: Motel (Fernsehserie, 1 Folge)
- 1969: S.O.S. – Charterboot (Riptide, Fernsehserie, zwei Folgen)
- 1971: Ferien in der Hölle (Wake in Fright)
- 1971–1973: Spyforce (Fernsehserie, 42 Folgen)
- 1975: Sunday Too Far Away
- 1975: Scobie Malone
- 1976: Caddie
- 1976: Mad Dog (Mad Dog Morgan)
- 1980: Der Fall des Lieutnant Morant (Breaker Morant)
- 1982: Snowy River (The Man from Snowy River)
- 1982: Golda Meir (A Woman Called Golda, Fernsehfilm)
- 1983: Furyo – Merry Christmas, Mr. Lawrence (Senjō no merī kurisumasu)
- 1985: Waterfront
- 1985: Burke und Wills (Burke & Wills)
- 1985: Flesh and Blood (Flesh + Blood)
- 1986: Verbranntes Land (The Last Frontier)
- 1987: The Riddle of the Stinson
- 1987: Kreis der Angst (Ground Zero)
- 1989: Trouble in Paradise
- 1992: Turtle Beach
- 1992: Wind
- 1993: Die Spur des Windes – Das letzte große Abenteuer (A Far Off Place)
- 1993: Ruby Cairo (Der Tod lauert in Kairo)
- 1994: Die Summe der Gefühle (The Sum of Us)
- 1995: Der Flug des Albatros
- 1996: Operation: Broken Arrow (Broken Arrow)
- 1996: The Thorn Birds: The Missing Years
- 1996: Last Dance
- 1996: McLeods Töchter (McLeod’s Daughters, Fernsehfilm)
- 1997: Mitternacht im Garten von Gut und Böse (Midnight in the Garden of Good and Evil)
- 1997: Under the Lighthouse Dancing
- 2001: My Brother Jack
- 2001: Original Sin
- 2001: South Pacific
- 2001: Yolngu Boy
- 2002: Star Wars: Episode II – Angriff der Klonkrieger (Star Wars: Episode II – Attack of the Clones)
- 2004: Attentat auf Richard Nixon (The Assassination of Richard Nixon)
- 2004: Oyster Farmer
- 2005: Feed
- 2005: Marvel’s Man-Thing (Man-Thing, Fernsehfilm)
- 2006: The Good German – In den Ruinen von Berlin (The Good German)
- 2007: Bastard Boys (Miniserie)
- 2007: December Boys
- 2008: Australia
- 2013: Der große Gatsby (The Great Gatsby)
- 2013: Mystery Road
- 2014: Devil’s Playground (Miniserie)
- 2016: The Light Between Oceans
- 2020: High Ground – Der Kopfgeldjäger (High Ground)

## Auszeichnungen
- 1975 AFI Award: Bester Schauspieler
- 1980 AFI Award: Bester Schauspieler
- 1980 Cannes Film Festival
- 1986 Member des Order of Australia[1]
- 1994 AFI Award
- 1998 Film Critics Circle of Australia
- 2005 Inside Film Awards